# فريدريك ماسون
فريدريك ماسون (4 فبراير 1881 في نيوزيلندا - 11 مايو 1936) (بالإنجليزية: Frederick Mason)‏ هو لاعب كريكت نيوزلندي.

## وصلات خارجية
- فريدريك ماسون على موقع إي آس بي آن كريك إنفو (الإنجليزية)